# گناهکاران (فیلم ۱۹۱۶)
گناهکاران (انگلیسی: The Guilty Ones) فیلمی کمدی به کارگردانی اولیور هاردی است که در سال ۱۹۱۶ منتشر شد. از بازیگران آن می‌توان به اولیور هاردی اشاره کرد.